# Opposing Forces der Streitkräfte der Vereinigten Staaten
Als Opposing Force (OPFOR; deutsch Oppositionskräfte) bezeichnet man innerhalb der US-Streitkräfte eine militärische Einheit, die innerhalb von Manövern und anderen Gefechtsimulationen den Feind darstellt (Feinddarstellung). Um dies so wirklichkeitsnah wie möglich zu realisieren, bedienen sie sich dabei häufig entsprechender ausländischer Waffen und Ausrüstungsgegenstände, oder aber eigener, durch entsprechende Modifizierungen den Vorbildern nachempfundener Gerätschaften. Gleichzeitig operieren sie nach feindlichen Taktiken und Einsatzdoktrinen, um so innerhalb der militärischen Übung für die eigenen Truppen in größtmöglicher Authentizität feindliche Truppen darzustellen.

## Army
Die US Army betreibt drei zentrale Ausbildungs- und Gefechtssimulationseinrichtungen mit entsprechenden Truppenübungsplätzen, die jede Kampfeinheit turnusmäßig durchläuft, mindestens aber alle zwei Jahre. Diese Einrichtungen beherbergen jeweils eine permanent dort stationierte OPFOR-Einheit, deren Aufgabe es ist, die zeitweilig dort gastierenden Einheiten zu testen, ihre Schwachstellen zu identifizieren und sie in feindlichen Taktiken zu unterrichten, bzw. die Feinddarstellung in den Manövern zu übernehmen. Zwei davon befinden sich CONUS; Continental United States (auf den nordamerikanischen Kontinent), die dritte in der Bundesrepublik Deutschland. Diese sind:

### Einrichtungen und Einheiten
- Das National Training Center (NTC) in Fort Irwin im US-Bundesstaat Kalifornien mit dem 11th Armored Cavalry Regiment (Black Horses; Rappen), einem von nur zwei selbstständigen konventionellen Regimentern der Army.

- Das Joint Readiness Training Center (JRTC) in Fort Polk im US-Bundesstaat Louisiana mit dem 1st Battalion, 509th Parachute Infantry Regiment, 1. Bataillon des 509. Fallschirmjägerregiments (Geronimos).

- Das Joint Multinational Readiness Center (JMRC) (das ehemalige Combat Maneuver Training Center) im bayrischen Hohenfels mit 1st Battalion, 4th Infantry Regiment (Separate), 1. Bataillon des 4. eigenständigen Infanterieregiments (Warriors; Krieger).

### Veränderte Simulationsschwerpunkte
Bis 2003 simulierten die OPFOR-Einheiten des NTC und JMRC für gewöhnlich ein sowjetisches Mot. Schützen-Regiment oder eine -Division. Das NTC nutzte dabei Panzer des Typs M551 Sheridan, um sowjetische BMP darzustellen. Auch waren äußerlich modifizierte HMMWVs und M113 in Gebrauch, um sowjetische Panzerspähwagen vom Typ BRDM-2 zu simulieren. Panzer vom Typ M1 Abrams mit veränderten Anstrich und Aufbauten waren ebenfalls zur T-80-Darstellung im Einsatz. Auch M60A3 wurden für diese Aufgabe entsprechen umgebaut und eingesetzt.
Mitte der 1990er Jahre wurden im JMRC Einheiten der Army für die friedenserhaltenden Einsätze im ehemaligen Jugoslawien ausgebildet, in dem die OPFOR-Einheiten im Manöver entsprechende gegnerischen Formationen darstellten. Später wurden Truppen für die sogenannten counter-insurgency-Einsätze bei der Operation Iraqi Freedom und Operation Enduring Freedom ausgebildet.
Im Frühjahr 2004 begann sich der Fokus auf die Ausbildung im Häuserkampf auszurichten als Vorbereitung für die Einsätze in Afghanistan. Um diese Manöver so realistisch wie nur möglich zu gestalten, wurden ganze Ortschaften auf dem Übungsgelände errichtet und mehrere Hundert Arabisch sprechende Soldaten in entsprechender Landestracht als einheimische Zivilisten eingesetzt. Die Soldaten wurden so mit den kulturellen Gegebenheiten des Ziellandes vertraut gemacht, um in der Lage zu sein, möglichst konfliktarm Kontakte aufzubauen.
Viele US-Militäreinrichtungen haben eigene Einheiten, die die Rolle der OPFOR übernehmen.
Bei dem gemeinsamen Manöver Crocodile '03 mit Australien fungierten australische OPFOR-Einheiten als gegnerische Truppen für Einheiten der Marines.

## Air Force

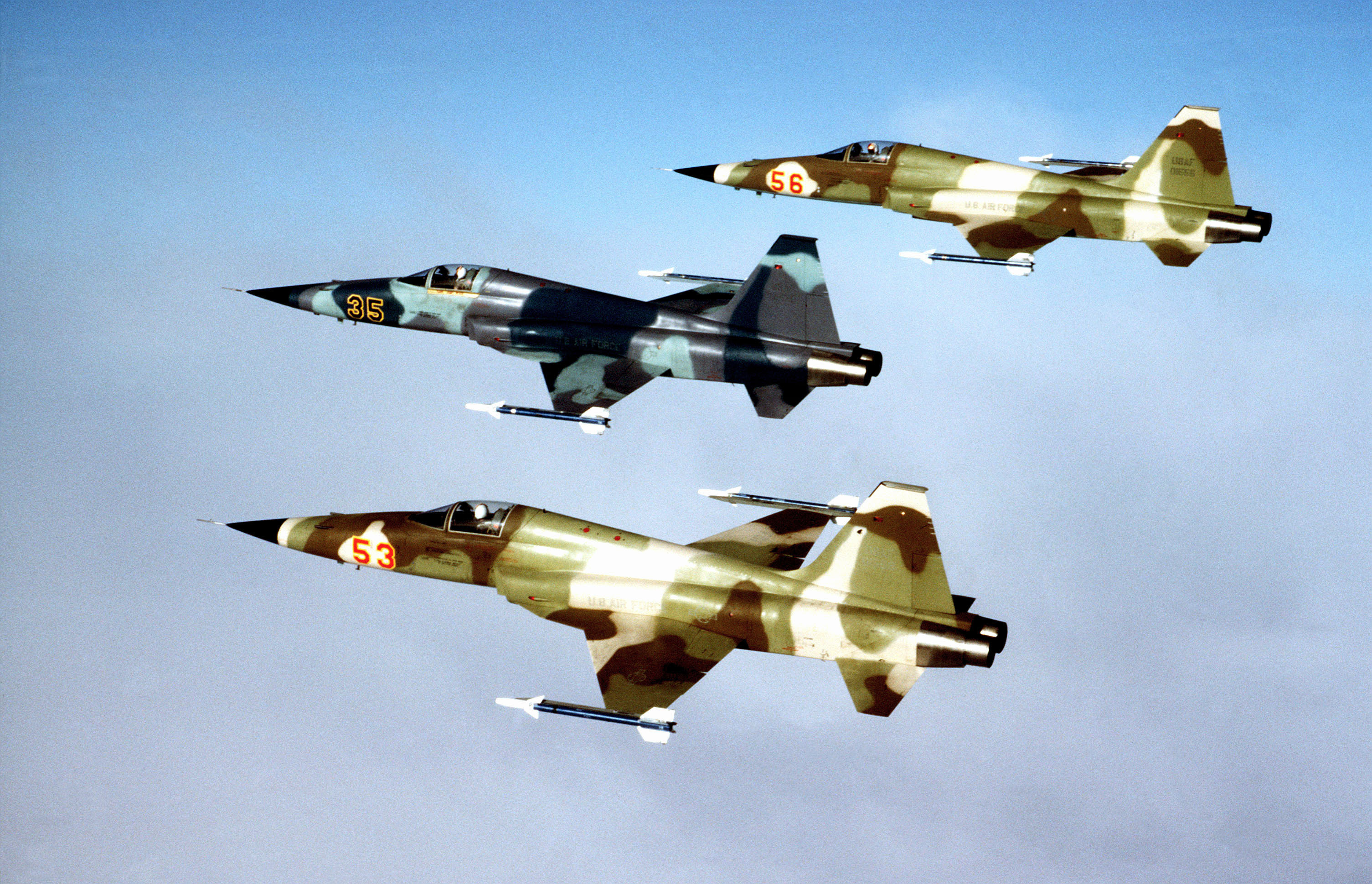
3 F-5E Tiger des 527th Tactical Fighter Training Aggressor Squadron

Die US Air Force bedient sich des OPFOR-Konzepts seit den 1970er Jahren. Sie betreibt so genannte Aggressor Squadrons (Aggressor-Staffeln), die entweder ausländische Flugzeugtypen nutzen oder aber eigene, die den jeweiligen Leistungscharakteristika entsprechen oder ähneln. Diese werden mit feindlichen Tarnmustern und Hoheitszeichen versehen. Die Einsatztaktiken und Flugmuster werden so nahe wie möglich an die Vorbilder angelehnt. Die Anpassung ging sogar so weit, dass zur Zeit des Kalten Krieges im Sprechfunk zwischen den einzelnen Maschinen russisch gesprochen wurde.

## Navy
Bei der US Navy werden OPFOR-Einheiten als Adversary Units bezeichnet.

## USMC

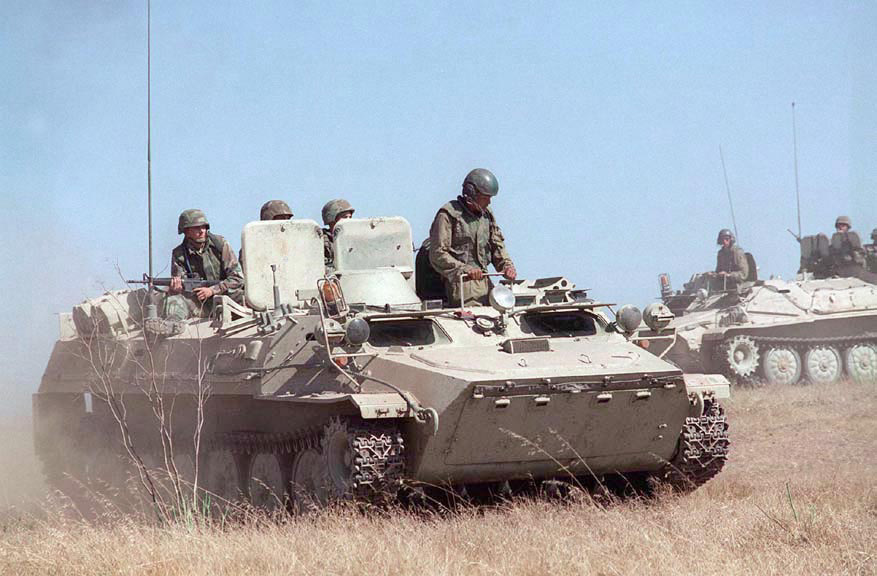
Marines mit einem MT-LB aus Beständen der NVA

Bei den US Marines werden OPFOR-Einheiten als Adversary Units bezeichnet.